# Socotorá Portuguesa
Entende-se por Socotorá Portuguesa o período em que a ilha de Socotorá, no Mar Arábico, esteve sob administração portuguesa e fez parte do império português. Conquistada à dinastia Mahra, de Qishn, no Iémen, em 1507 por Tristão da Cunha e Afonso de Albuquerque, foi abandonada em 1511 e a ilha reverteu para o domínio da dinastia Mahra. 

## História
Em princípios do séc. XVI Portugal encontrava-se envolvido em guerra contra o Samorim de Calecute, o Sultanato Mameluco do Cairo e a República de Veneza pelo controlo do comércio no Oceano Índico. O rei D. Manuel mandou conquistar Socotorá, fundar na ilha uma fortaleza e estabelecer lá uma frota na crença de que de lá poderiam interceptar e cortar toda a navegação entre a Índia e o Médio Oriente através do Mar Vermelho. Em Socotorá viviam também cristãos nestorianos, que os portugueses pretendiam libertar do jugo muçulmano.
No mês de Abril de 1506 partiu de Lisboa uma frota de 14 navios, com Tristão da Cunha por capitão-mor. Cinco destes navios encontravam-se sob o comando de Afonso de Albuquerque, indigitado para o cargo de "capitão-mor-do-mar-da-Arábia" assim que chegassem e conquistassem a ilha. A caminho de Socotorá a expedição dispersou-se, reuniu-se na costa oriental de África e, enquanto esperavam a estação correcta para prosseguir, mapearam a ilha de Madagáscar, então conhecida como "Ilha de São Lourenço".
A armada portuguesa alcançou a vila de Suq em Abril de 1507 e deparou-se com um bom forte muçulmano construído ali pela dinastia Mahra de Qishn, no Iémen, cuja guarnição recolhia tributo dos habitantes em redor. O comandante do forte era o xeque coja Ibrahim e tinha consigo 130 guerreiros; foi-lhe oferecida a oportunidade para capitular mas o xeque recusou-se. A fortaleza foi, portanto, tomada por assalto na manhã seguinte pelos dois esquadrões de Tristão da Cunha e de Afonso de Albuquerque, morrendo o xeque na contenda. 

### Socotorá Portuguesa 1507-1511
O forte foi consagrado em nome de São Miguel Dispunha de um pátio-de-armas, torre de menagem e reservatórios com canos para drenar a água. Constatou-se não ter espaço para albergar a projectada guarnição de 200 soldados, portanto foi refeito e parte da guarnição alojada em casas construídas não muito longe. A mesquita no seu interior foi reconsagrada como uma igreja dedicada a Nossa Senhora da Piedade ou Nossa Senhora da Vitória. Ficou como capitão D. Afonso de Noronha, Jácome de Tomar como alcaide-mor e Pero Vaz da Orta como feitor régio, encarregue do comércio.
Os socotorinos nestorianos apreciaram serem libertados do domínio muçulmano. Frei Francisco do Loureiro e outros franciscanos baptizaram considerável número de naturais da ilha entre grandes celebrações, construíram uma igreja dedicada ao apóstolo São Tomé e, na vila, um mosteiro, o primeiro construído pelos portugueses a leste do Cabo da Boa Esperança. A mesquita e as plantações de palmeiras que pertenciam aos muçulmanos foram então redistribuídas entre os cristãos. A 10 de Agosto de 1507 Tristão da Cunha partiu para a Índia com os seus navios. Dez dias mais tarde, Afonso de Albuquerque partiu à conquista do Reino de Ormuz, no Golfo Pérsico.

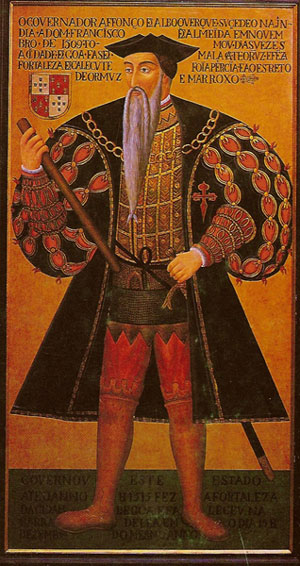
Afonso de Albuquerque.

As condições em Socotorá revelaram-se bem menos vantajosas do que antes antecipado. A ilha era remota, o clima agreste, escasseavam as provisões, ao passo que os socotorinos e os árabes do Iémen entravam muitas vezes em confronto com a guarnição portuguesa.
Promovido a governador da Índia em Dezembro de 1509, Afonso de Albuquerque decidiu evacuar a fortaleza de Socotorá e enviou três navios para a ilha, quando já não restavam mais que 120 portugueses.

### Depois de 1511
Partidos os portugueses, o clã Banu Afrar de Qishn tomou posse de Socotorá e manter-se-ia sob o seu controlo até ao séc. XIX. Os sultões de Qishn vieram a ser parceiros próximos dos portugueses, para manter à distância o Império Otomano, que conquistou o Egipto em 1517 e Adém em 1538. Durante os sécs. XVI e XVII a ilha de Socotorá manteve-se um porto de escala regular para navios mercantes ou de guerra portugueses à procura de informação relativa aos movimentos do inimigo quando se encontravam na região. Em 1541 uma armada comandada por D. Estevão da Gama ancorou em Socotorá a caminho do Mar Vermelho, para atacar possessões Otomanas. D. João de Castro produziu alguns esboços e vistas da ilha para fins de navegação. Em 1548 os portugueses expulsaram os Otomanos de Qish e devolveram a localidade aos seus governantes nativos. Camões passou por Socotorá e o clima agreste da ilha inspirou-o a escrever o poema Junto a Um Seco, Estéril e Fero Monte.
A ilha foi muitas vezes visitada por missionários cristãos, enviados como embaixadores do governador português em Goa ou por meios próprios. Em 1542 o Jesuíta São Francisco Xavier escalou na ilha a caminho da Índia e escreveu acerca da terra e das tradições dos seus habitantes.
No séc. XIX, um grande número de Socotorinos na região montanhosa reclamava ascendência portuguesa.

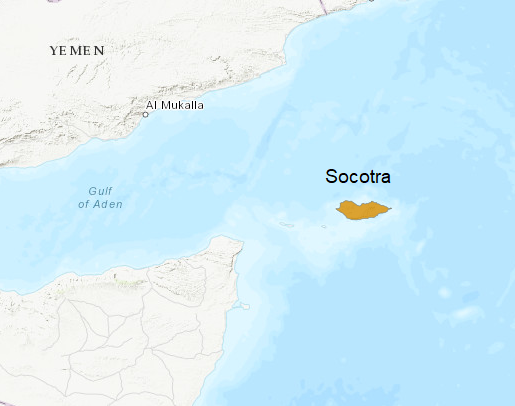
A posição geográfica de Socotorá relativa ao continente Africano e à península da Arábia.

## Lista de capitães
- Dom Afonso de Noronha (Abril 1507 – Novembro 1509)
- Pedro Ferreira (Novembro 1509 – morto em Agosto de 1510)
- Pedro Correia (Agosto 1510 – 1511)